# Valentino Müller
Valentino Müller né le 19 janvier 1999 à Lustenau en Autriche, est un footballeur autrichien jouant au poste de milieu défensif au WSG Tirol.

## Biographie

### SCR Altach
Né à Lustenau en Autriche, Valentino Müller est formé par l'AKA Vorarlberg, avant de rejoindre en 2015 le SCR Altach, club de première division autrichienne. Il joue son premier match en professionnel le 25 septembre 2016, face au Red Bull Salzbourg, en championnat. Les deux équipes font match nul ce jour-là.
Considéré comme le meilleur jeune talent du SCR Altach, Müller est notamment suivi de près par l'ACF Fiorentina en août 2017 mais le joueur reste finalement dans son club.
Le 20 décembre 2017, il prolonge son contrat avec le SCR Altach jusqu'à l'été 2019 avec une année en option.

### LASK
Le 3 juin 2019, est annoncé le transfert de Valentino Müller au LASK, le jeune milieu de terrain s'engage librement avec son nouveau club. Il joue son premier match sous ses nouvelles couleurs dès la première journée de la saison 2019-2020, le 28 juillet 2019, en entrant en jeu face à son ancienne équipe, le SCR Altach, contre qui le LASK s'impose par deux buts à zéro. Le 10 août suivant, pour son deuxième match, il est titularisé en championnat face à l'Admira Wacker. Il se distingue ce jour-là en marquant son premier but en professionnel, et donc le premier pour son nouveau club, donnant par la même occasion la victoire aux siens (0-1).

### WSG Tirol
Le 27 juillet 2021, Valentino Müller s'engage en faveur du WSG Tirol, où il vient pour compenser le départ de Nemanja Celic, parti au SV Darmstadt 98.
Müller joue son premier match pour le WSG Tirol le 1er août 2021, lors d'une rencontre de championnat face au FK Austria Vienne. Il entre en jeu à la place de Johannes Naschberger (en) et les deux équipes se neutralisent ce jour-là (1-1 score final). Il inscrit son premier but sous ses nouvelles couleurs le 22 septembre 2021 contre le Grazer AK, en coupe d'Autriche. Titulaire, il ouvre le score et participe à la victoire de son équipe par quatre buts à deux.
Müller est nommé capitaine du WSG Tirol lors de l'été 2023 mais il manque une grande partie de la première partie de la saison 2023-2024 en raison d'une blessure au tendon d'Achille.
Le 24 mai 2024, il prolonge son contrat avec le WSG Tirol de deux ans, étant désormais lié au club jusqu'en juin 2026,.

### En sélection
Valentino Müller est un habitué des sélections de jeunes d'Autriche, où il officie très souvent comme capitaine. Avec l'équipe d'Autriche des moins de 17 ans, Müller marque notamment un but contre la Serbie le 29 octobre 2015 (1-1), lors des éliminatoires de l'Euro. Il est ensuite sélectionné pour participer à la phase finale du championnat d'Europe des moins de 17 ans en 2016. Titulaire et capitaine, il prend part à chacun des matchs de son équipe et se distingue en inscrivant un but dans le tournoi, le 8 mai, lors de la victoire face à l'Ukraine (0-2). Les jeunes autrichiens se hissent jusqu'en quarts de finale, battue par le futur vainqueur de la compétition, le Portugal (5-0).
Le 9 septembre 2019, Valentino Müller joue son premier avec l'équipe d'Autriche espoirs, face à l'Albanie. Il entre en jeu à la place de Marko Raguž et son équipe s'impose sur le score de quatre buts à zéro ce jour-là.